# Дорлаг
Дорлаг (Дорожній виправно-трудовий табір, рос. Дорожный исправительно-трудовой лагерь) — табірний підрозділ, що діяв у структурі Дальстрой.

## Історія
Дорлаг був організований 1951 року як Дорожнє табірне відділення, у тому ж році перетворений у виправно-трудовий табір, а в 1953 році знову перетворений у табірне відділення. Управління ВТТ розміщувалося в селищі Адигалах, Магаданська область. У оперативному командуванні з 1951 по 1952 роки воно підпорядковувалося спочатку Головному управлінню виправно-трудових таборів Дальстрой, а починаючи з 1953 по 1954 роки Управлінню північно-східних виправно-трудових таборів Міністерства Юстиції СРСР (УПСВТТ МЮ).
За даними на 22 травня 1951 року чисельність в'язнів табору складала 2 949 осіб, 1 вересня того ж року вона зросла до 3 794 осіб. У 1952 році Дорлаг нараховував 3 285 в'язнів, а в 1953 році чисельність табору знизилася до 2 022 осіб.
Основними видами виробничої діяльності ув'язнених були дорожнє будівництво, городництво та рибальство.
Дорлаг припинив своє існування в 1954 році.